# Ectropoceros camarota
Ectropoceros camarota is een vlinder uit de familie van de echte motten (Tineidae). De wetenschappelijke naam van de soort werd als Tinea camarota in 1911 gepubliceerd door Edward Meyrick.